# Hybocodon prolifer
Hybocodon prolifer is een hydroïdpoliep uit de familie Tubulariidae. De poliep komt uit het geslacht Hybocodon. Hybocodon prolifer werd in 1860 voor het eerst wetenschappelijk beschreven door Agassiz. 